# Brie (formatge)
El Brie és un formatge suau elaborat amb llet de vaca. Rep el seu nom en honor de la província francesa de la qual procedix (avui en dia correspon al departament de Seine-et-Marne). És de color pàl·lid i està cobert amb una capa semicruixent i una mica esponjosa; és molt suau de sabor i desprèn un lleuger aroma a amoníac. La capa blanca no té sabor i és comestible.

## Varietats
Hi ha varietats de Brie arreu del món, existixen per exemple varietats que inclouen herbes, versions que s'elaboren amb el doble o triple de llet de formatge. No obstant el govern francès només ha concedit el certificat oficial a dos tipus de formatge perquè siguen venuts sota les denominacions:
- Brie de Meaux
- Brie de Melun